# Matthew Sands

Matthew Linzee Sands (Oxford, Massachusetts, 20 de outubro de 1919 – Santa Cruz (Califórnia), 13 de setembro de 2014) foi um físico estadunidense. É mais conhecido por ser um co-autor dos The Feynman Lectures on Physics. Graduado pela Universidade Rice, Sands serviu no Naval Ordnance Laboratory e no Projeto Manhattan durante a Segunda Guerra Mundial.